# Guldbagge 1997
La 32ª edizione del Premio Guldbagge si è svolta a Stoccolma il 10 febbraio 1997. 

## Vincitori
Vengono di seguito indicati in grassetto i vincitori. Ove ricorrente e disponibile, viene indicato il titolo in lingua italiana e quello in lingua originale tra parentesi.
Miglior film
- Hamsun, regia di Jan Troell
  - Jägarna, regia di Kjell Sundvall
  - Christmas oratorio - Oratorio di Natale (Christmas oratorio), regia di Kjell-Åke Andersson

Miglior regista
- Kjell Sundvall - Jägarna
  - Kjell-Åke Andersson - Christmas oratorio - Oratorio di Natale (Christmas Oratorio)
  - Ella Lemhagen - Drömprinsen - Filmen om Em

Miglior attrice
- Ghita Nørby - Hamsun
  - Gunilla Nyroos - Rusar i hans famn
  - Lina Englund - Vinterviken

Miglior attore
- Max von Sydow - Hamsun
  - Rolf Lassgård - Jägarna
  - Gösta Ekman - Nu är pappa trött igen

Miglior attrice non protagonista
- Lena Endre - Jerusalem
  - Viveka Seldahl - Juloratoriet
  - Chatarina Larsson - Nu är pappa trött igen

Miglior attore non protagonista
- Lennart Jähkel - Jägarna
  - Reine Brynolfsson - Jerusalem
  - Sven-Bertil Taube - Jerusalem

Migliore sceneggiatura
- Per Olov Enquist - Hamsun
  - Björn Carlström e Kjell Sundvall - Jägarna
  - Harald Hamrell, Mats Wahl e Sara Heldt - Vinterviken

Migliore fotografia
- Harald Paalgard - Juloratorie
  - Anders Bohman - Drömprinsen – Filmen om Em
  - Kjell Lagerroos - Jägarna

Miglior film straniero
- Le onde del destino (Breaking the Waves), regia di Lars von Trier
  - Fargo, regia di Joel Coen
  - Trainspotting, regia di Danny Boyle

Premio per il contributo creativo
- Horst Stadlinger

Premio Ingmar Bergman
- Nils Melander